# USS Hyman G. Rickover (SSN-795)
Pour les autres navires du même nom, voir USS Hyman G. Rickover.
L’USS Hyman G. Rickover (SSN-795) est un sous-marin nucléaire d'attaque de classe Virginia de l’US Navy. C'est le second navire de la marine américaine à porter le nom de l'amiral Hyman G. Rickover. Le nom du bateau et son parrain ont été annoncés par le Secrétaire de la Marine lors d'une cérémonie au Washington Navy Yard le 9 janvier 2015.

## Construction
Le chantier du sous-marin, commandé par l'US Navy le 28 avril 2014, dont la quille est entièrement posée 11 mai 2018
L’USS Hyman G. Rickover a été construit et a été baptisé lors d’une cérémonie au chantier naval Electric Boat de General Dynamics à Groton, Connecticut, le 31 juillet.

## Armement
Le sous-marin doit comprendre un système de 4 tubes lance-torpilles de type Mk-48 (de 533,4mm) ainsi que deux tubes verticaux VPM qui peuvent effectuer une défense stratégique océanique, chacun armé de 6 missiles de croisière BGM-109 Tomahawk qui peuvent être armés d'ogive nucléaire ou conventionnelle ; il s'agit de la seule potentielle arme de dissuasion du sous-marin (s'il est équipé de têtes nucléaires).